# Campionati mondiali di bob 1990
I Campionati mondiali di bob 1990, quarantaduesima edizione della manifestazione organizzata dalla Federazione Internazionale di Bob e Skeleton, si sono disputati dal 3 all'11 febbraio 1990 a Sankt Moritz, in Svizzera, sulla pista Olympia Bobrun St. Moritz–Celerina, il tracciato naturale sul quale si svolsero le competizioni del bob e delle skeleton ai Giochi di Sankt Moritz 1928 e di Sankt Moritz 1948 e le rassegne iridate maschili del 1931, del 1935, del 1937 (limitatamente al bob a quattro), del 1938 e del 1939 (solo bob a due), del 1947, del 1955, del 1957, del 1959, del 1965, del 1970, del 1974, del 1977, del 1982 e del 1987 per entrambe le specialità maschili. La località elvetica ha ospitato quindi le competizioni iridate per la quattordicesima volta nel bob a quattro e per la tredicesima nel bob a due uomini.
L'edizione ha visto prevalere la Svizzera che si aggiudicò entrambe le medaglie d'oro mentre la Germania Est dovette accontentarsi di due argenti e un bronzo. I titoli sono stati infatti conquistati nel bob a due uomini da Gustav Weder e Bruno Gerber e nel bob a quattro ancora da Gustav Weder, Bruno Gerber e gli altri frenatori Lorenz Schindelholz e Curdin Morell.

## Risultati

### Bob a due uomini
La gara si è disputata il 3 e il 4 febbraio 1990 nell'arco di quattro manches. Campioni mondiali in carica erano i tedeschi orientali Wolfgang Hoppe e Bogdan Musiol, giunti terzi al traguardo e vincitori quindi della medaglia di bronzo, e il titolo è stato quindi conquistato dagli svizzeri Gustav Weder e Bruno Gerber, entrambi già argento nell'edizione precedente disputatasi a Cortina d'Ampezzo nel 1989, davanti all'altra coppia tedesca orientale formata da Harald Czudaj e Axel Jang, vincitori dell'argento ed entrambi alla loro prima medaglia iridata di specialità.
| Pos. | Atleti                       | Nazione      | Tempo   | Distacco |
| ---- | ---------------------------- | ------------ | ------- | -------- |
|      | Gustav Weder Bruno Gerber    | Svizzera     | 4:19.90 |          |
|      | Harald Czudaj Axel Jang      | Germania Est | 4:20.30 | +0.40    |
|      | Wolfgang Hoppe Bogdan Musiol | Germania Est | nd      | nd       |
| ...  | ...                          | ...          | ...     | ...      |
| 7    | Greg Haydenluck nd           | Canada       | nd      | nd       |

### Bob a quattro
La gara si è disputata il 10 e l'11 febbraio 1990 nell'arco di quattro manches. Campione mondiale in carica era il quartetto svizzero composto da Gustav Weder, Curdin Morell, Bruno Gerber e Lorenz Schindelholz, riconfermatisi al vertice anche in questa occasione e con gli stessi componenti, davanti all'equipaggio tedesco orientale formato da Harald Czudaj, Tino Bonk, Alexander Szelig e Axel Jang, e alla compagine austriaca costituita da Ingo Appelt, Gerhard Redl, Jürgen Mandl e Harald Winkler, tutti quanti alla loro prima medaglia iridata nel bob a quattro.
| Pos. | Atleti                                                      | Nazione      | Tempo   |
| ---- | ----------------------------------------------------------- | ------------ | ------- |
|      | Gustav Weder Bruno Gerber Curdin Morell Lorenz Schindelholz | Svizzera     | 4:13.35 |
|      | Harald Czudaj Tino Bonk Axel Jang Alexander Szelig          | Germania Est | nd      |
|      | Ingo Appelt Gerhard Redl Jürgen Mandl Harald Winkler        | Austria      | nd      |
| 4    | Nico Baracchi nd                                            | Svizzera     | nd      |

## Medagliere
| Posizione | Nazione      | Oro | Argento | Bronzo | Totale |
| --------- | ------------ | --- | ------- | ------ | ------ |
| 1         | Svizzera     | 2   | 0       | 0      | 2      |
| 2         | Germania Est | 0   | 2       | 1      | 1      |
| 2         | Austria      | 0   | 0       | 1      | 1      |
| Totale    | Totale       | 2   | 2       | 2      | 6      |